# Rag ’n’ Bone Man

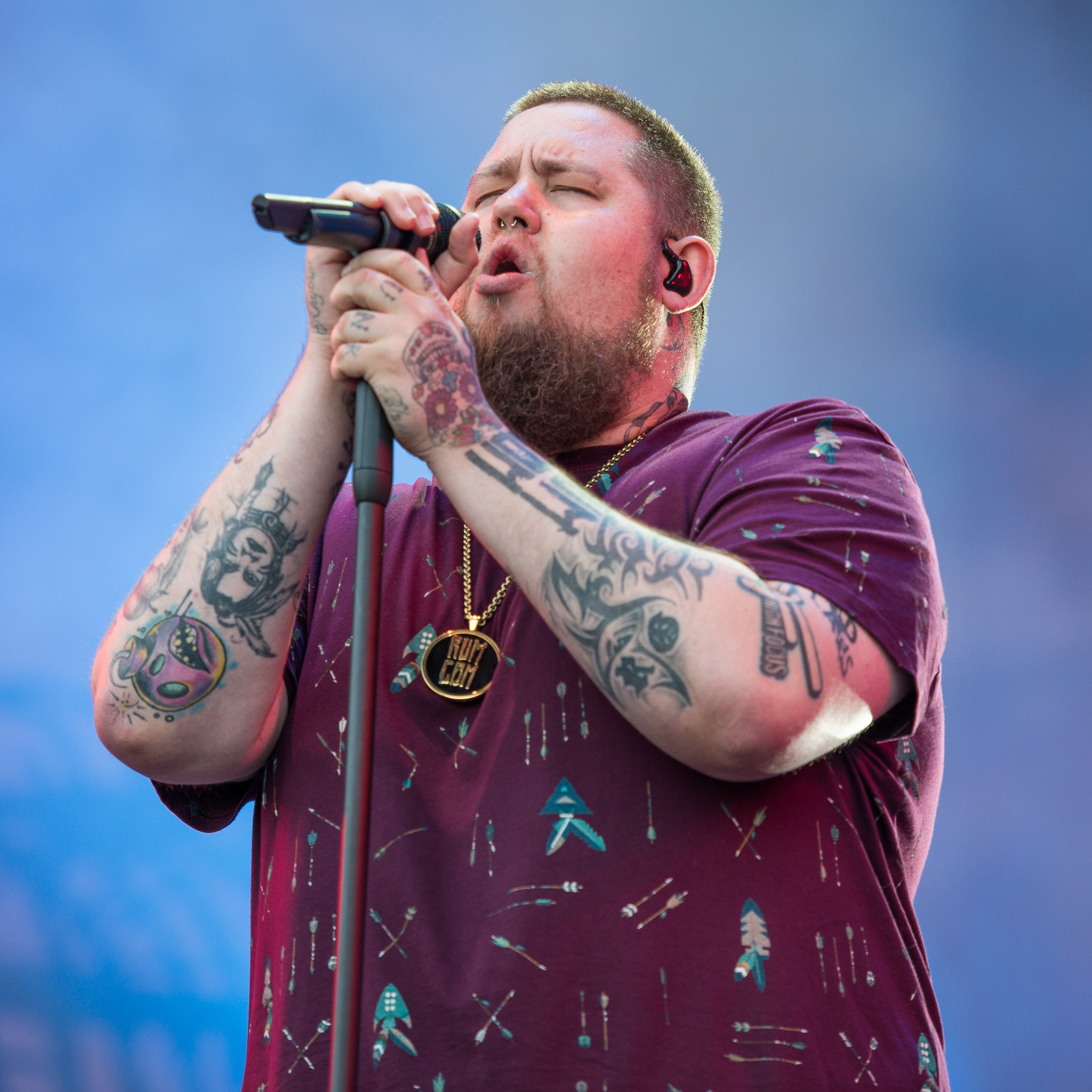
Rag’n’Bone Man (2017)

Rory Charles Graham (* 29. Januar 1985 in Uckfield, England), bekannt als Rag’n’Bone Man, ist ein britischer Blues- und Soul-Sänger.

## Biografie
Aufgewachsen ist Rory Graham in East Sussex im Südosten Englands. Seine Eltern waren als Musiker aktiv, ihre Vorliebe für Bluesmusik hat ihn in seiner Kindheit geprägt. Seine ersten musikalischen Schritte unternahm er aber mit Hip-Hop-Musik. Im Alter von 15 Jahren war Graham unter dem Namen Rag’n’Bonez als Rapper in einer Drum-’n’-Bass-Crew aktiv. Nachdem er seine Rap-Fähigkeiten bei Freestyle- und Jam-Sessions in Brighton und auf UK-Tour mit Hip-Hop-Künstlern wie Roots Manuva verfeinern konnte, ging er nach London zum Slipjam B im Brixtons Jamm Club. Hier gründete er mit Gizmo und DJ Direct die Crew Rum Comittee, mit der sie einige Jahre als Vorgruppe unterwegs waren und ihr eigenes Album veröffentlichten. Seinen Künstlernamen Rag’n’Bone Man, zu deutsch „Lumpensammler“, wählte er nach der britischen Comedy-Serie Steptoe and Son aus den 1960er bzw. 1970er Jahren, in denen es um zwei Altwarenhändler geht.
Parallel zu dieser Karriere arbeitete er privat an seinem Potenzial als Sänger. Mit 19 Jahren sang er, ermutigt durch seinen Vater, bei einem Blues Jam in einem Pub. Die positiven Reaktionen führten dazu, dass er bald darauf die selbstproduzierte Vocal-EP Blues Town herausbrachte. Diese brachte ihm weitere Engagements ein, und er wurde für Akustik-Konzerte gebucht, beispielsweise im Vorprogramm von Joan Armatrading im Brighton Dome.
Beruflich war Graham in dieser Zeit als Heilerziehungspfleger für Kinder und Jugendliche mit Asperger-Syndrom tätig. Seinen Beruf gab er zugunsten der Musik auf. 2013 unterschrieb er seinen ersten Plattenvertrag bei High Focus und veröffentlichte unter anderem die EPs Wolves und Disfigured. Einige Zeit lebte er auch in London, kehrte aber wieder in den Südosten zurück. 2015 wurde Graham von der BBC und anderen als Entdeckung vorgestellt. Im selben Jahr trat er auch beim renommierten Glastonbury Festival auf. Columbia nahm ihn unter Vertrag und bereitete seine erste Albumveröffentlichung für das kommende Jahr vor.

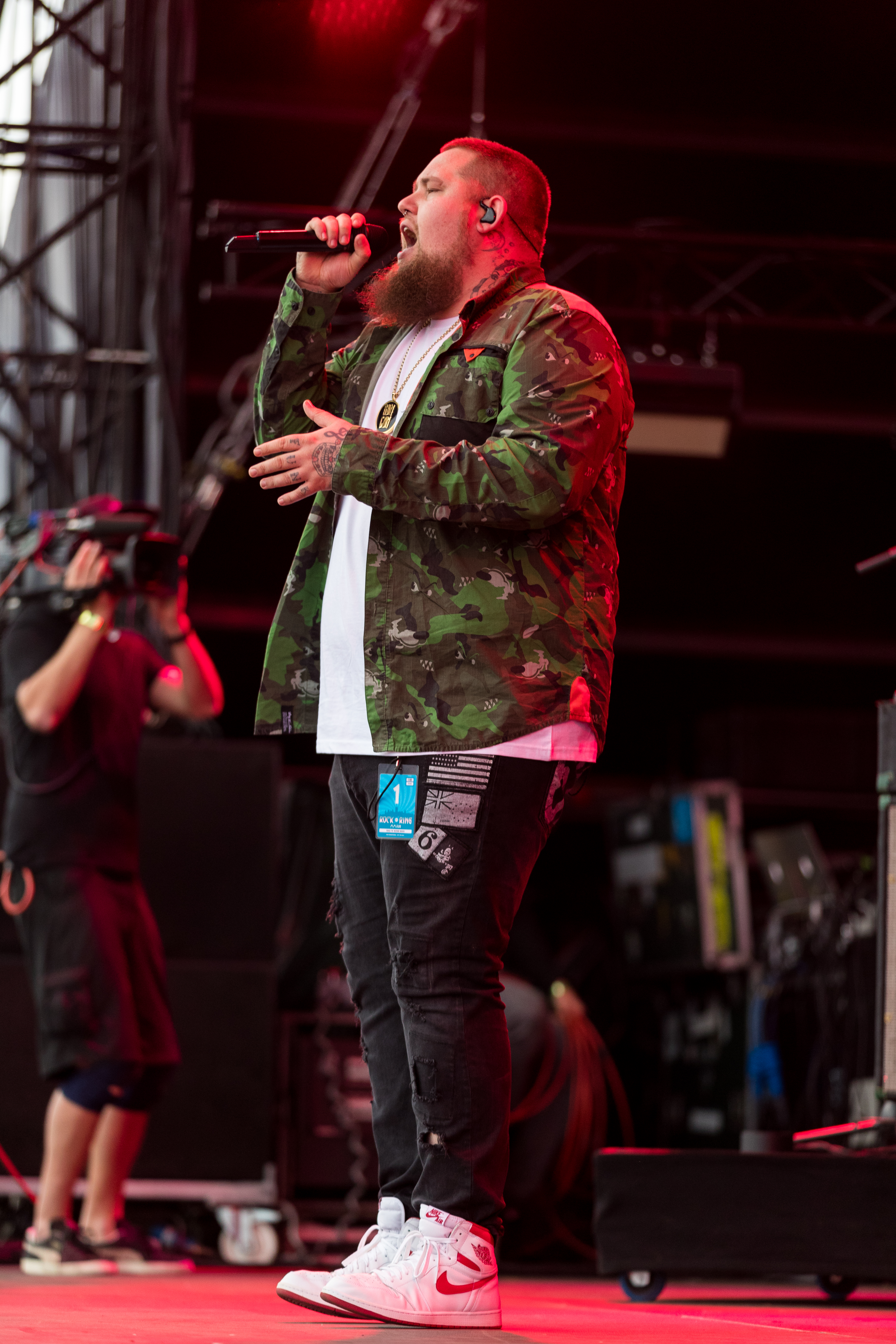
Rag’n’Bone Man bei Rock am Ring 2017

2016 folgten weitere Auftritte bei renommierten Festivals, zum Beispiel beim 50. Montreux Jazz Festival und beim Reading Festival. Am 21. Juli 2016 wurde als erste Single seines Debütalbums das Lied Human veröffentlicht. In Deutschland und der Schweiz stieg das Lied kurz darauf in die Charts ein. In Deutschland erreichte es Anfang September Platz 1 der iTunes-Charts und vier Wochen später Platz 1 der offiziellen Charts. Österreich und die Schweiz folgten. Mit elf Wochen an der Spitze der deutschen Charts (Stand 10. Dezember 2016) war Human der beständigste Nummer-1-Hit eines britischen Solokünstlers in der Geschichte der wöchentlichen deutschen Charts.
2017 wurde Graham mit dem Kritikerpreis und als British Breakthrough Act bei den BRIT Awards ausgezeichnet. 2018 wurde Human zur British Single of the Year, zwei Nominierungen für das Album und als bester British Male Solo Artist kamen noch dazu.
Am 6. April 2017 wurde er mit dem Echo 2017 sowohl in der Kategorie „bester Newcomer international“ als auch „bester Künstler international“ ausgezeichnet.
Am 7. Mai 2021 veröffentlichte Graham sein zweites Album Life by Misadventure.

## Diskografie

### Studioalben
| Jahr | Titel Musiklabel                                | Höchstplatzierung, Gesamtwochen, AuszeichnungChartplatzierungen (Jahr, Titel, Musiklabel, Platzierungen, Wochen, Auszeichnungen, Anmerkungen) | Höchstplatzierung, Gesamtwochen, AuszeichnungChartplatzierungen (Jahr, Titel, Musiklabel, Platzierungen, Wochen, Auszeichnungen, Anmerkungen) | Höchstplatzierung, Gesamtwochen, AuszeichnungChartplatzierungen (Jahr, Titel, Musiklabel, Platzierungen, Wochen, Auszeichnungen, Anmerkungen) | Höchstplatzierung, Gesamtwochen, AuszeichnungChartplatzierungen (Jahr, Titel, Musiklabel, Platzierungen, Wochen, Auszeichnungen, Anmerkungen) | Höchstplatzierung, Gesamtwochen, AuszeichnungChartplatzierungen (Jahr, Titel, Musiklabel, Platzierungen, Wochen, Auszeichnungen, Anmerkungen) | Anmerkungen                                                  |
| Jahr | Titel Musiklabel                                | DE | AT | CH | UK | US | Anmerkungen                                                  |
| ---- | ----------------------------------------------- | --- | --- | --- | --- | --- | ------------------------------------------------------------ |
| 2017 | Human Best Laid Plans Records (Sony)            | DE2 Platin · (48 Wo.)DE | AT4 Gold · (22 Wo.)AT | CH1 ×2Doppelplatin · (78 Wo.)CH | UK1 ×4Vierfachplatin · (113 Wo.)UK | US117 (7 Wo.)US | Erstveröffentlichung: 10. Februar 2017 Verkäufe: + 1.947.500 |
| 2021 | Life by Misadventure Columbia Records (Sony)    | DE5 (6 Wo.)DE | AT7 (2 Wo.)AT | CH3 (18 Wo.)CH | UK1 Gold · (35 Wo.)UK | — | Erstveröffentlichung: 7. Mai 2021 Verkäufe: + 100.000        |
| 2024 | What Do You Believe In? Columbia Records (Sony) | DE37 (1 Wo.)DE | — | CH10 (1 Wo.)CH | UK3 (2 Wo.)UK | — | Erstveröffentlichung: 18. Oktober 2024                       |

### EPs
| Jahr | Titel                          | Höchstplatzierung, Gesamtwochen, AuszeichnungChartplatzierungen (Jahr, Titel, Platzierungen, Wochen, Auszeichnungen, Anmerkungen) | Höchstplatzierung, Gesamtwochen, AuszeichnungChartplatzierungen (Jahr, Titel, Platzierungen, Wochen, Auszeichnungen, Anmerkungen) | Höchstplatzierung, Gesamtwochen, AuszeichnungChartplatzierungen (Jahr, Titel, Platzierungen, Wochen, Auszeichnungen, Anmerkungen) | Höchstplatzierung, Gesamtwochen, AuszeichnungChartplatzierungen (Jahr, Titel, Platzierungen, Wochen, Auszeichnungen, Anmerkungen) | Höchstplatzierung, Gesamtwochen, AuszeichnungChartplatzierungen (Jahr, Titel, Platzierungen, Wochen, Auszeichnungen, Anmerkungen) | Anmerkungen                                                |
| Jahr | Titel                          | DE | AT | CH | UK | US | Anmerkungen                                                |
| ---- | ------------------------------ | --- | --- | --- | --- | --- | ---------------------------------------------------------- |
| 2014 | Wolves Best Laid Plans Records | DE44 (5 Wo.)DE | AT69 (1 Wo.)AT | CH61 (7 Wo.)CH | UK24 Gold · (9 Wo.)UK | — | Erstveröffentlichung: 24. Oktober 2014 Verkäufe: + 100.000 |

Weitere EPs
- 2012: Bluestown
- 2013: Dog’n’Bone (mit Leaf Dog)
- 2014: Put That Soul on Me
- 2015: Disfigured

### Singles als Leadmusiker
| Jahr | Titel Album                                  | Höchstplatzierung, Gesamtwochen, AuszeichnungChartplatzierungen (Jahr, Titel, Album, Platzierungen, Wochen, Auszeichnungen, Anmerkungen) | Höchstplatzierung, Gesamtwochen, AuszeichnungChartplatzierungen (Jahr, Titel, Album, Platzierungen, Wochen, Auszeichnungen, Anmerkungen) | Höchstplatzierung, Gesamtwochen, AuszeichnungChartplatzierungen (Jahr, Titel, Album, Platzierungen, Wochen, Auszeichnungen, Anmerkungen) | Höchstplatzierung, Gesamtwochen, AuszeichnungChartplatzierungen (Jahr, Titel, Album, Platzierungen, Wochen, Auszeichnungen, Anmerkungen) | Höchstplatzierung, Gesamtwochen, AuszeichnungChartplatzierungen (Jahr, Titel, Album, Platzierungen, Wochen, Auszeichnungen, Anmerkungen) | Anmerkungen                                                                    |
| Jahr | Titel Album                                  | DE | AT | CH | UK | US | Anmerkungen                                                                    |
| ---- | -------------------------------------------- | --- | --- | --- | --- | --- | ------------------------------------------------------------------------------ |
| 2016 | Human                                        | DE1 ×2Doppelplatin · (41 Wo.)DE | AT1 Platin · (30 Wo.)AT | CH1 ×5Fünffachplatin · (72 Wo.)CH | UK2 ×5Fünffachplatin · (49 Wo.)UK | US77 ×3Dreifachplatin · (7 Wo.)US | Erstveröffentlichung: 21. Juli 2016 Verkäufe: + 8.780.000                      |
| 2017 | Skin Human                                   | DE10 Platin · (22 Wo.)DE | AT7 Platin · (21 Wo.)AT | CH6 ×3Dreifachplatin · (43 Wo.)CH | UK13 ×2Doppelplatin · (32 Wo.)UK | — | Erstveröffentlichung: 26. Januar 2017 Verkäufe: + 1.990.000                    |
| 2017 | Grace (We All Try) Human                     | — | — | — | UK83 Gold · (2 Wo.)UK | — | Erstveröffentlichung: 27. Oktober 2017 Verkäufe: + 500.000                     |
| 2017 | Broken People Bright: The Album              | — | — | CH62 (3 Wo.)CH | — | — | Erstveröffentlichung: 27. November 2017 mit Logic                              |
| 2019 | Giant 96 Months                              | DE6 Platin · (25 Wo.)DE | AT8 Platin · (22 Wo.)AT | CH5 Platin · (35 Wo.)CH | UK2 ×3Dreifachplatin · (40 Wo.)UK | US— GoldUS | Erstveröffentlichung: 11. Januar 2019 Verkäufe: + 4.233.333; mit Calvin Harris |
| 2021 | All You Ever Wanted Life by Misadventure     | DE— aDE | — | — | UK29 Gold · (19 Wo.)UK | — | Erstveröffentlichung: 29. Januar 2021 Verkäufe: + 400.000                      |
| 2021 | Anywhere Away from Here Life by Misadventure | DE— bDE | — | CH56 (1 Wo.)CH | UK9 Platin · (13 Wo.)UK | — | Erstveröffentlichung: 9. April 2021 Verkäufe: + 600.000; feat. Pink            |

Weitere Singles
- 2013: Rising Sun
- 2013: Nobody (mit Leaf Dog)
- 2014: Hell Yeah (feat. Vince Staples)
- 2015: Hard Came the Rain
- 2016: Healed
- 2017: As You Are (UK: Silber)
- 2024: What Do You Believe In?
- 2024: Pocket

### Singles als Gastmusiker
| Jahr | Titel Album                     | Höchstplatzierung, Gesamtwochen, AuszeichnungChartplatzierungen (Jahr, Titel, Album, Platzierungen, Wochen, Auszeichnungen, Anmerkungen) | Höchstplatzierung, Gesamtwochen, AuszeichnungChartplatzierungen (Jahr, Titel, Album, Platzierungen, Wochen, Auszeichnungen, Anmerkungen) | Anmerkungen                                                                                      |
| Jahr | Titel Album                     | DE | UK | Anmerkungen                                                                                      |
| ---- | ------------------------------- | --- | --- | ------------------------------------------------------------------------------------------------ |
| 2018 | Run B. Inspired                 | — | UK55 Silber · (8 Wo.)UK | Erstveröffentlichung: 17. August 2018 Bugzy Malone feat. Rag’n’Bone Man                          |
| 2018 | Photographs –                   | — | UK79 (1 Wo.)UK | Erstveröffentlichung: 2. November 2018 Professor Green feat. Rag’n’Bone Man                      |
| 2024 | Lovers in a Past Life 96 Months | DE— cDE | UK13 Silber · (16 Wo.)UK | Erstveröffentlichung: 16. Februar 2024 Verkäufe: + 200.000; Calvin Harris feat. Rag ’n’ Bone Man |

Weitere Gastbeiträge
- 2016: She (Stig of the Dump feat. Rag’n’Bone Man)
- 2017: The Apprentice (Gorillaz feat. Rag’n’Bone Man, Zebra Katz & Ray BLK)
- 2018: Standard (Foreign Beggars feat. Rag’n’Bone Man & Bangsy)

## Auszeichnungen für Musikverkäufe
| Silberne Schallplatte - Vereinigtes Königreich - 2024: für das Lied Bitter End Goldene Schallplatte - Australien - 2017: für die Single Skin - 2017: für das Album Human - Belgien - 2017: für die Single Skin - 2018: für das Album Human - Frankreich - 2022: für die Single Grace (We All Try) - Italien - 2017: für die Single Skin - 2025: für das Album Human - Kanada - 2018: für das Album Human - 2020: für die Single Skin - Mexiko - 2019: für die Single Human - Niederlande - 2016: für die Single Human - 2017: für das Album Human - Südafrika - 2019: für die Single Giant | Platin-Schallplatte - Belgien - 2019: für die Single Giant - Brasilien - 2021: für das Album Human - 2021: für die Single Skin - Dänemark - 2020: für das Album Human - 2020: für die Single Giant - 2023: für die Single Skin - Neuseeland - 2019: für die Single Skin - Portugal - 2018: für die Single Human - 2022: für die Single Giant - Schweden - 2017: für die Single Human - Spanien - 2024: für die Single Giant 2× Platin-Schallplatte - Australien - 2017: für die Single Human - Belgien - 2017: für die Single Human - Dänemark - 2020: für die Single Human - Italien - 2021: für die Single Giant - Kanada - 2020: für die Single Giant - Neuseeland - 2022: für die Single Giant - 2023: für das Album Human - Polen - 2020: für das Album Human - 2020: für die Single Skin - Spanien - 2025: für die Single Human | 5× Goldene Schallplatte - Mexiko - 2021: für die Single Giant 3× Platin-Schallplatte - Australien - 2023: für die Single Giant - Frankreich - 2017: für das Album Human - Polen - 2020: für die Single Giant 4× Platin-Schallplatte - Kanada - 2020: für die Single Human - Neuseeland - 2024: für die Single Human 5× Platin-Schallplatte - Italien - 2019: für die Single Human Diamantene Schallplatte - Brasilien - 2021: für die Single Giant - Frankreich - 2017: für die Single Human - 2018: für die Single Skin - 2021: für die Single Giant - Polen - 2020: für die Single Human 2× Diamantene Schallplatte - Brasilien - 2021: für die Single Human |

Anmerkung: Auszeichnungen in Ländern aus den Charttabellen bzw. Chartboxen sind in ebendiesen zu finden.
| Land/RegionAuszeichnungen für Musikverkäufe (Land/Region, Auszeichnungen, Verkäufe, Quellen) | Silber     | Gold       | Platin       | Diamant     | Verkäufe  | Quellen                    |
| -------------------------------------------------------------------------------------------- | ---------- | ---------- | ------------ | ----------- | --------- | -------------------------- |
| Australien (ARIA)                                                                            | —          | 2× Gold2   | 5× Platin5   | —           | 420.000   | aria.com.au                |
| Belgien (BRMA)                                                                               | —          | 2× Gold2   | 3× Platin3   | —           | 125.000   | ultratop.be                |
| Brasilien (PMB)                                                                              | —          | —          | 2× Platin2   | 3× Diamant3 | 560.000   | pro-musicabr.org.br        |
| Dänemark (IFPI)                                                                              | —          | —          | 5× Platin5   | —           | 335.000   | ifpi.dk                    |
| Deutschland (BVMI)                                                                           | —          | —          | 5× Platin5   | —           | 1.800.000 | musikindustrie.de          |
| Frankreich (SNEP)                                                                            | —          | Gold1      | 3× Platin3   | 3× Diamant3 | 1.199.999 | snepmusique.com            |
| Italien (FIMI)                                                                               | —          | 2× Gold2   | 7× Platin7   | —           | 440.000   | fimi.it                    |
| Kanada (MC)                                                                                  | —          | 2× Gold2   | 6× Platin6   | —           | 560.000   | musiccanada.com            |
| Mexiko (AMPROFON)                                                                            | —          | 2× Gold2   | 2× Platin2   | —           | 180.000   | amprofon.com.mx            |
| Neuseeland (RMNZ)                                                                            | —          | —          | 9× Platin9   | —           | 240.000   | radioscope.co.nz NZ2       |
| Niederlande (NVPI)                                                                           | —          | 2× Gold2   | —            | —           | 40.000    | nvpi.nl                    |
| Österreich (IFPI)                                                                            | —          | Gold1      | 3× Platin3   | —           | 97.500    | ifpi.at                    |
| Polen (ZPAV)                                                                                 | —          | —          | 7× Platin7   | Diamant1    | 220.000   | olis.pl                    |
| Portugal (AFP)                                                                               | —          | —          | 2× Platin2   | —           | 20.000    | Einzelnachweise            |
| Schweden (IFPI)                                                                              | —          | —          | Platin1      | —           | 40.000    | sverigetopplistan.se       |
| Schweiz (IFPI)                                                                               | —          | —          | 11× Platin11 | —           | 220.000   | hitparade.ch musikwoche.de |
| Spanien (Promusicae)                                                                         | —          | —          | 3× Platin3   | —           | 180.000   | elportaldemusica.es        |
| Südafrika (RISA)                                                                             | —          | Gold1      | —            | —           | 10.000    | Einzelnachweise            |
| Vereinigte Staaten (RIAA)                                                                    | —          | Gold1      | 3× Platin3   | —           | 3.500.000 | riaa.com                   |
| Vereinigtes Königreich (BPI)                                                                 | 4× Silber4 | 4× Gold4   | 15× Platin15 | —           | 9.600.000 | bpi.co.uk                  |
| Insgesamt                                                                                    | 4× Silber4 | 20× Gold20 | 92× Platin92 | 7× Diamant7 |           |                            |